# Скуг, Никлас
Ян Никлас Скуг (швед. Jan Niklas Skoog, род. 15 июня 1974 года в Гётеборге) — шведский футболист, нападающий; дважды лучший бомбардир чемпионата Швеции. Играл за сборную Швеции с 2002 по 2004 годы.

## Спортивная карьера
Скуг начинал карьеру в молодёжных составах клубов «Ховос» и «Вестра Фрёлунда». В 1991 году он на позиции нападающего дебютировал в основном составе клуба «Вестра Фрёлунда» в Аллсвенскан. В 1995 году с 17 голами стал лучшим бомбардиром, а следующим летом перешёл в «Дуйсбург» из Бундеслиги. Спустя два игровых сезона в 1998 году он перешёл в «Нюрнберг», но там не добился успехов, а клуб вылетел во Вторую Бундеслигу. После этого Скуг вернулся в Швецию, в команду «Эребру».
Летом 2001 года Скуг перешёл в «Мальмё», который искал замену проданному Златану Ибрагимовичу. В 2003 году во второй раз Скуг стал лучшим бомбардиром чемпионата Швеции, но уже с 22 голами. Через год он выиграл с командой титул чемпионов Швеции. В сезонах 2005 и 2006 года Скуг редко выходил по причине травм, в сезоне 2007 выходил уже чаще и в 16 матчах забил пять голов. Тем не менее, он нечасто попадал в стартовый состав и после 10 игр в чемпионате Швеции в августе был отдан в аренду в «Мьельбю» из второй лиги (Суперэттан). Дебют его состоялся 4 августа 2008 года в матче против «Весбю Юнайтед» (поражение 3:0). Скуг провёл ещё пять игр в том сезоне, а команда заняла 8-е место во 2-й лиге. После завершения аренды он вернулся в «Мальмё», но в марте 2009 года завершил игровую карьеру.
Скуг сыграл восемь матчей за сборную Швеции и 14 матчей за молодёжную сборную.

## Вне футбола
25 августа 2011 года вышел эпизод шведского шоу «Fångarna på fortet» (шведская версия шоу «Fort Boyard»), в котором Скуг выступил в составе сборной футбольных звёзд с Магнусом Хедманом, Икселем Османовски и Робертом Прюцом. Команда потерпела поражение от команды звёзд НХЛ (Юнас Густавссон, Луи Эрикссон, Карл Гуннарссон и Маттиас Теденбю).